# Культура Мальдив
Культура Мальдив имеет богатую многовековую историю – в ней смешались африканские, индийские, арабские и европейские влияния. Хотя сегодня традиционные виды искусств и ремесла не имеют широкого распространения на островах, мальдивцы активно возрождают их, как важную часть своего культурного наследия.
Мальдивы – государство, которое всеми силами старается оградить традиционные устои жизни мусульманского сообщества от разлагающего западного влияния.

## Религия
По вероисповеданию жители Мальдив принадлежат к суннитам, самому большому и традиционному исламскому течению. В мечетях, которые обязательно есть в каждом населённом пункте острова, проводятся ежедневные молитвы.

## Семья и брак
Несмотря на безусловную важность свадьбы в жизни мальдивцев, её не принято пышно отмечать. Отец будущей невесты дает согласие, а сама невеста утверждает размер выкупа, который должен уплатить будущий муж. Затем брак заключается лицом, облеченным полномочиями. После свадьбы женщина сохраняет прежнюю фамилию.
Процент разводов на Мальдивах один из самых высоких в мире - около 50% от всех заключенных браков. В связи с этим правительством развернута кампания по предотвращению разрушения института семьи и поддержке семейных ценностей.

## Праздники
Основные праздники Мальдив имеют под собой религиозную основу. Жители широко празднуют важные исторические даты в истории своего государства. Помимо больших общенародных празднеств, принято шумно отмечать важные события в жизни островной общины.

## Язык
Дивехи — официальный язык Мальдивских островов. Язык обладает собственной письменностью под названием тана, которая основана на арабо-персидской графике.

## Кухня
Национальная кухня Мальдивских островов заимствует традиции индийской и арабской кухни. Её нельзя представить без трех основных ингредиентов: кокосовый орех, рыба и рис. Десерт - бонди - белые кокосовые палочки, а также различные фруктовые салаты. В качестве напитка жители предпочитают зелёный чай, употребляемый с большим количеством молока и сахара.

## Одежда
На улицах Мале можно увидеть в основном современную одежду. Традиционная одежда мальдивских женщин – платье до щиколоток, с длинными рукавами и отдельным дугообразным воротником. Оно также может быть узорчатым или с цветочным орнаментом. С платьем носят головной убор-шарф, который прикалывается к волосам.
Большинство мужчин также носят современную одежду. Но можно встретить и традиционный на Мальдивах мужской саронг.
В качестве обуви жители Мальдив предпочитают сандалии или резиновые шлепанцы. Популярна обувь которую можно быстро снять, т.к почитается традиция снимать обувь перед тем, как войти в мечеть.

## Музыка и танцы

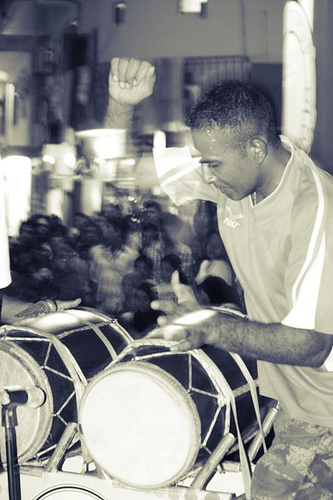
Исполнитель бодуберу.

Одним из ярких проявлений культуры Мальдив являются праздничные танцы бандийя и тара. Они представляют собой групповые танцы под убыстряющийся аккомпанемент больших барабанов боду беру и хора. Ритмы боду беру активно используют в своем творчестве современные мальдивские исполнители.
Музыкальная группа Zero Degree Atoll, образованная в 1987 году, воспевает мальдивскую культуру, используя в своей музыке боду беру. Музыканты пользуется большой популярностью на Мальдивах, их концерты востребованы на праздновании различных торжеств.

## Архитектура
Заметным выражением культуры Мальдивских островов является местный архитектурный стиль, сохранивший свои уникальные особенности, даже несмотря на сильное арабское влияние.
Одной из визитных карточек Мальдив является Пятничная мечеть, расположенная в городе Мале. Изнутри мечеть украшена затейливой резьбой по камню и изящно оформленными деревянными панелями.

## Кинематограф
В 2011 году режиссёром Джоном Шенком был снят документальный фильм «Островной президент», в котором рассказывается как президент Мальдивской республики Мохамеда Нашида борется с проблемой повышения уровня моря из-за глобального потепления.